# Paco León
Francisco «Paco» León Barrios (Sevilla, 4 de octubre de 1974) es un actor, director y productor de cine español. Es hermano de la también actriz María León e hijo de Carmina Barrios.
León se dio a conocer en 2003 con la serie de sketches Homo zapping. Sin embargo, el éxito nacional le llegó en 2005 con el inicio de la serie de televisión Aída, donde interpretaba a Luis Mariano «Luisma» García García, un drogadicto rehabilitado, al que todos se refieren como «el tonto del barrio». Además, también ha sido el protagonista de las películas No lo llames amor... llámalo X, Kiki, el amor se hace, Embarazados, 7 años, Toc toc y La tribu.

## Biografía

### 1974-1998: primeros años
Francisco León Barrios nació en el barrio de Las 3000 viviendas, Sevilla, aunque se crio en Parque Alcosa. Es el hijo primogénito de Carmina Barrios, entonces un ama de casa, y Antonio León, un tabernero. Tiene dos hermanos: María, actriz, y Alejandro, militar. Con tan solo siete años, se subió a un escenario en una actuación de Teresa Rabal, en la que pidieron voluntarios para un concurso de baile. En dicho concurso, León logró alzarse con el premio, que fue un póster gigante de la cantante.
En una entrevista con Bertín Osborne, confesó que tenía que «auto-obligarse» a ir a la escuela, puesto que su madre le decía que acabaría loco por estudiar demasiado. También confesó que:

«En mi familia me sentía patito feo, era muy tremendo. Pensaba que a mí me habían cambiado. Me sentía muy ajeno a mi familia, quería pertenecer a otra cosa. Me escapé de allí y encontré mi camino, pero al final fue un efecto boomerang, porque yo soy eso de lo que escapé.»

### 1999-2005: éxito nacional yAída
Su primera incursión en la industria de la televisión, fue en 1999 en el programa Castillos en el aire de Canal Sur, donde interpretó a Lucas, un simpático recepcionista. Posteriormente, fichó por la sitcom Moncloa, ¿dígame? de Telecinco en la que encarnó a Mario. Sin embargo, tras el poco éxito de la serie, después de trece episodios emitidos en un plazo de cuatro meses, fue cancelada.
Posterior a esto, León fichó por el programa de televisión de sketches Homo zapping, en donde parodiaba, entre otros personajes, a Matías Prats, Bertín Osborne, Anne Igartiburu y Raquel Revuelta, junto a sus compañeros José Corbacho, Yolanda Ramos y Silvia Abril. En dicho programa, también encarnó la vida de Rubén, un joven muy extrovertido que aparecía en programas de prensa rosa junto a su novia Jessi.
Tras la finalización del programa, León apareció en dos episodios de 7 vidas. En el primer episodio apareció como Eduardo, un novio de Verónica, y en el segundo apareció como Luisma García, el hermano de Aída García, en el último episodio de esta en dicha serie. Debido a esto, León interpretó a Luisma en el «spin-off» de 7 Vidas, Aída, en el que se pudo saber que el personaje era un drogadicto rehabilitado que vivía junto con su madre en el barrio ficticio de «Esperanza Sur». Gracias a dicho personaje, León fue galardonado con dos Fotogramas de Plata, dos TP de Oro y tres premios de la Academia de la Televisión de España.

### 2006-2012:ÁcarosyCarmina o revienta

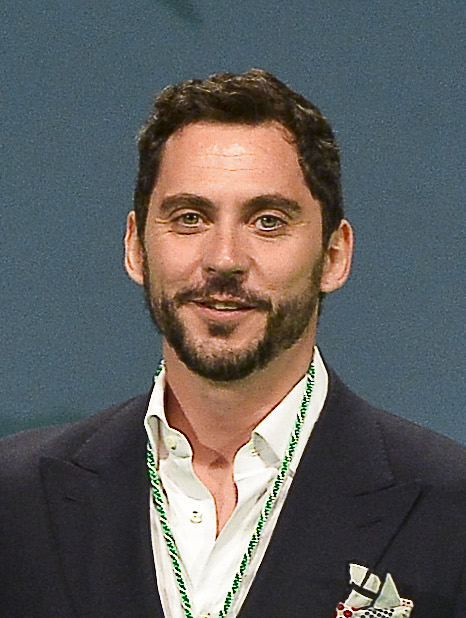
Paco León en 2015.

Mientras participaba en Aída, León prestó su voz para el doblaje de las películas Madagascar (2005) y Valiant (2005) en el que interpretó a Alex, el león, y a Valiant, respectivamente.
El 26 de diciembre de 2006, León dirigió y protagonizó su primera serie de televisión Ácaros, donde dio vida a Sonny Crocket, el hijo bastante tonto de una familia de ácaros antropomorfos. La serie recibió malas críticas desde el primer momento, siendo calificada en la página web «Vayatele» de: «Humor zafio salpicado de sketch diversos a lo largo de diez minutos». Tras el fracaso de audiencia, la serie fue cancelada definitivamente.
En 2009 participó en la película Dieta mediterránea, donde interpretó a Toni, un padre de familia con problemas matrimoniales.
En julio de 2012, León dirigió la película Carmina o revienta, en el que su madre Carmina Barrios da vida al retrato de una mujer de 58 años que regenta una venta en Sevilla y que, tras sufrir varios robos, inventa una original manera de recuperar el dinero que tanto necesita para sacar a su familia adelante; mientras espera el desenlace de su plan, reflexiona en la cocina de su casa sobre su vida.

### Desde 2013: cine yLa Casa de las Flores

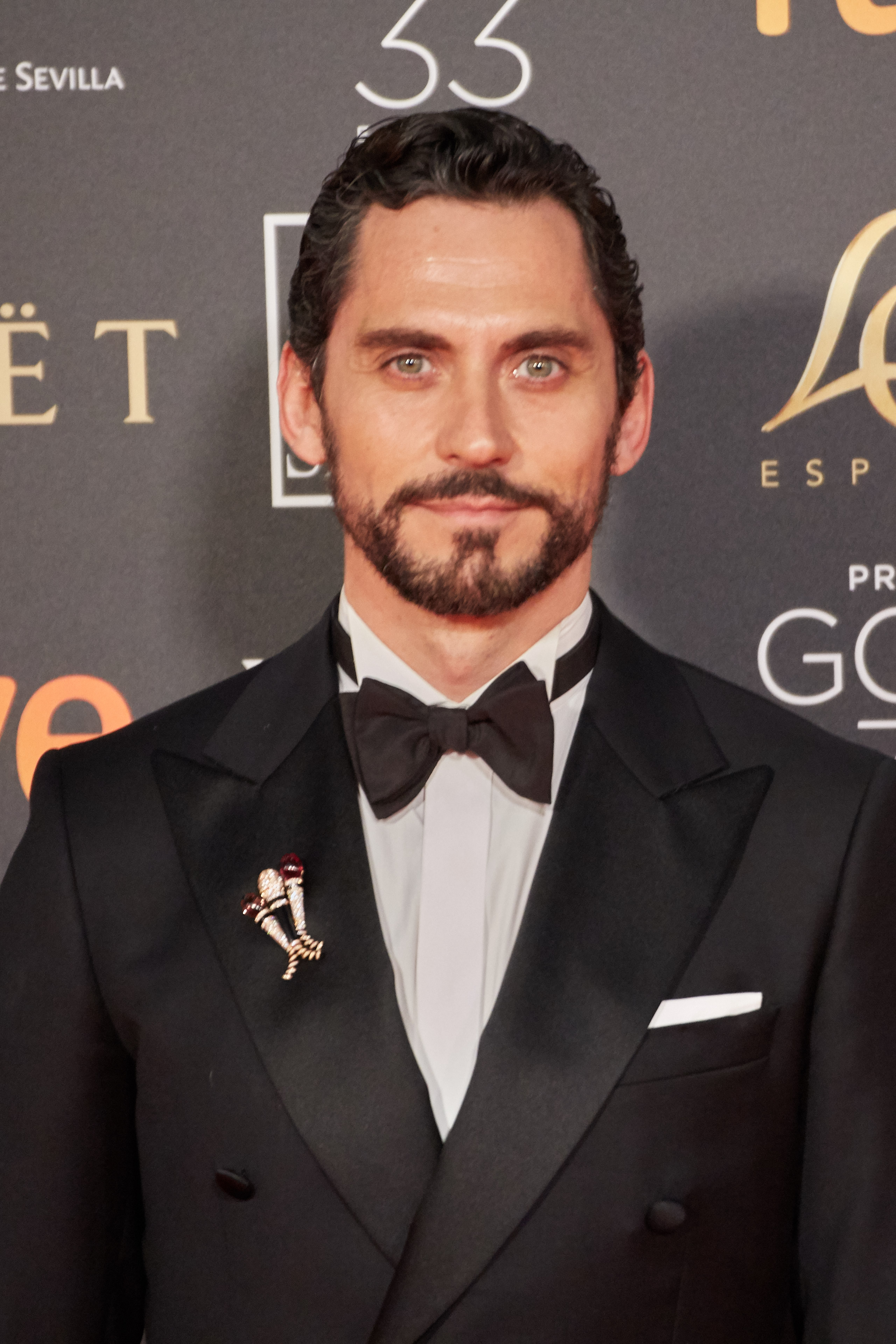
Paco León en los Premios Goya 2019.

A mediados de 2013, León participó en la película 3 bodas de más, en la que encarnó la vida de Mikel, uno de los exnovios de Ruth. Posteriormente, dirigió la secuela de Carmina o revienta, esta vez titulada Carmina y amén, nuevamente protagonizada por su madre y su hermana. Asimismo, tras nueve años en televisión y un total de 237 episodios, la serie Aída finalizó por sus malos datos de audiencia, terminando la historia de su personaje Luisma García, que finalmente se casa con Paz Bermejo, su amor de toda la vida.
A principios de 2016, León protagonizó y dirigió la película de comedia romántica Kiki, el amor se hace, que se estrenó el 1 de abril y gracias a la cual logró ser nominado a dos premios Goya al «mejor guion adaptado» y a la «mejor canción original», respectivamente. Ese mismo año, también protagonizó, junto a Alexandra Jiménez, la película Embarazados y la película 7 años, junto a Juana Acosta y Àlex Brendemühl, que fue estrenada en Netflix a mediados de octubre de 2016. En 2017 participó en la película de comedia Toc toc, encarnando al personaje de Emilio.
En marzo de 2018, se estrenó la película La tribu, en la que encarnó a Fidel García, un ejecutivo que pierde la memoria y vuelve a encontrarse con su madre biológica, la cual le dio en adopción cuando era bebé. En dicha película, volvió a trabajar con Carmen Machi, su antigua compañera de reparto en Aída. También en 2018 viajó a México para rodar la serie de la plataforma Netflix La Casa de las Flores, donde interpreta a María José, una mujer transgénero, que anteriormente se llamaba José María. Ese mismo año protagonizó la miniserie de Movistar+ La peste, dirigida por Alberto Rodríguez, un thriller de época sobre la corrupción en el Siglo de Oro. También en 2018 creó y actuó en Arde Madrid, una serie original de Movistar+ producida en España en blanco y negro; se presentó en el Festival de Cine de San Sebastián y consta de 8 episodios.
En 2022 se estrenó Rainbow, su cuarto largometraje como director, con la colaboración de Mediaset España y Netflix inspirada en El mago de Oz y protagonizada por Dora Postigo y Ayax Pedrosa.

## Vida privada
Paco León es hijo de la actriz Carmina Barrios y hermano de María León. En 2006 empezó una relación sentimental con la directora Anna Rodríguez Costa, con quien tuvo una hija, Manuela León, nacida el 15 de marzo de 2010. León es muy amigo de los actores Canco Rodríguez, Carmen Machi y Pepa Rus. Paco es abiertamente bisexual y, durante una entrevista para el programa En la tuya o en la mía de Bertín Osborne, confesó que cuando conoció a su mujer, él salía con un hombre. Asimismo, el actor aclaró que: «cuando la conocí [su mujer] supe que con ella iba a llegar a viejito. Llevamos 10 años juntos y lo que nos queda». Sin embargo, en octubre de 2020, fue confirmada la separación de la pareja tras más de diez años de relación.

### Filantropía
A finales de 2013, León dirigió el cortometraje La vuelta a la tortilla, cuyos beneficios serían enviados en apoyo de la lucha contra el cáncer de mama. Dicho cortometraje, León lo definió:

«Una historia de amor cotidiana, en la que la protagonista tiene la opción de afrontarla como haría cualquier otra mujer. Tiene que dejar atrás sus miedos y seguir adelante. La gente que le rodea le apoya y le ayuda a tomar las decisiones adecuadas. En definitiva, una historia emotiva que no pretende hacernos llorar, sino todo lo contrario, sacar una sonrisa llena de ilusión y esperanza»

Paco León volvió a prestar su ayuda a una campaña solidaria, en este caso en «La rueda de la felicidad», promovida por Euromaster en colaboración con Cruz Roja, para que niños de familias desfavorecidas tuviesen sus regalos para Navidad.

## Filmografía

### Cine

#### Como actor
| Año  | Título                                        | Personaje                           | Director                |
| ---- | --------------------------------------------- | ----------------------------------- | ----------------------- |
| 2002 | Asalto informático                            | LX                                  | Miguel Ángel Carrasco   |
| 2003 | La vida mancha                                | Tipo                                | Enrique Urbizu          |
| 2005 | Reinas                                        | Narciso                             | Manuel Gómez Pereira    |
| 2006 | La dama boba                                  | Maestro de danza                    | Manuel Iborra           |
| 2006 | Los managers                                  | Pipo                                | Fernando Guillén Cuervo |
| 2008 | Sexykiller, morirás por ella                  | Víctima                             | Miguel Martí            |
| 2009 | Dieta mediterránea                            | Toni                                | Joaquín Oristrell       |
| 2011 | No lo llames amor... llámalo X                | Fermín                              | Oriol Capel             |
| 2012 | Carmina o revienta                            | Hombre entierro (cameo)             | Él mismo                |
| 2013 | 3 bodas de más                                | Mikel                               | Javier Ruiz Caldera     |
| 2016 | Kiki, el amor se hace                         | Paco                                | Él mismo                |
| 2016 | Embarazados                                   | Fran                                | Juan Macías             |
| 2016 | 7 años                                        | Luis                                | Roger Gual              |
| 2017 | Toc toc                                       | Emilio                              | Vicente Villanueva      |
| 2018 | La tribu                                      | Fidel García Ruiz                   | Fernando Colomo         |
| 2021 | La Casa de las Flores: la película            | José María                          | Manolo Caro             |
| 2021 | Mamá o papá                                   | Víctor                              | Dani de la Orden        |
| 2022 | No mires a los ojos                           | Damián                              | Félix Viscarret         |
| 2022 | El insoportable peso de un talento descomunal | Lucas Gutiérrez                     | Tom Gormican            |
| 2023 | Mari(dos)                                     | Toni                                | Lucía Alemany           |
| 2024 | Sin instrucciones                             | Leo                                 | Marina Seresesky        |
| 2025 | Aída y vuelta                                 | Luis Mariano «Luisma» García García | Él mismo                |

#### Como actor de doblaje
| Año  | Título                             | Personaje    | Director                                  |
| ---- | ---------------------------------- | ------------ | ----------------------------------------- |
| 2005 | Madagascar                         | Álex         | Eric Darnell y Tom McGrath                |
| 2005 | Valiant                            | Valiant      | Gary Chapman                              |
| 2008 | Madagascar 2: Escape de África     | Álex         | Eric Darnell y Tom McGrath                |
| 2012 | Madagascar 3: Europe's Most Wanted | Álex         | Eric Darnell, Conrad Vernon y Tom McGrath |
| 2016 | Canta                              | Sra. Crawley | Garth Jennings                            |
| 2021 | Canta 2                            | Sra. Crawley | Garth Jennings                            |

#### Como director
| Año  | Título                | Función                         | Recaudación          |
| ---- | --------------------- | ------------------------------- | -------------------- |
| 2012 | Carmina o revienta    | Director y guionista            | 664.062 €            |
| 2014 | Carmina y amén        | Director, productor y guionista | 1.046.927 €          |
| 2016 | Kiki, el amor se hace | Director y guionista            | 6.200.000 €          |
| 2022 | Rainbow               | Director y guionista            | Estrenada en Netflix |
| 2025 | Aída y vuelta         | Director, guionista y actor     |                      |

### Series de televisión

#### Como actor
| Año         | Título                | Cadena         | Personaje                                     | Notas         |
| ----------- | --------------------- | -------------- | --------------------------------------------- | ------------- |
| 2001        | Moncloa, ¿dígame?     | Telecinco      | Mario                                         | 13 episodios  |
| 2003 - 2006 | Homo Zapping          | Antena 3       | Varios personajes                             | 41 episodios  |
| 2004        | Jet Lag               | TV3            | Amante argentino                              | 1 episodio    |
| 2004 - 2005 | 7 vidas               | Telecinco      | Eduardo / Luis Mariano «Luisma» García García | 2 episodios   |
| 2005 - 2014 | Aída                  | Telecinco      | Luis Mariano «Luisma» García García           | 223 episodios |
| 2006 - 2007 | Ácaros                | Cuatro         | Sonny Crocket                                 | 6 episodios   |
| 2009        | Lo que surja          | YouTube        | Chulazo26                                     | 1 episodio    |
| 2018        | La peste              | Movistar+ (#0) | Luis de Zúñiga                                | 6 episodios   |
| 2018        | Arde Madrid           | Movistar+ (#0) | Manolo                                        | 8 episodios   |
| 2018 - 2020 | La casa de las flores | Netflix        | José María / María José Riquelme Torres       | 33 episodios  |
| 2019        | Capítulo 0            | Movistar+ (#0) | George                                        | 1 episodio    |
| 2020        | Ruido capital         | Movistar Play  | Antonio                                       | 6 episodios   |
| 2021        | Besos al aire         | SkyShowtime    | Javi                                          | 2 episodios   |

#### Como director
| Año  | Título      | Cadena         | Función                       | Episodios   |
| ---- | ----------- | -------------- | ----------------------------- | ----------- |
| 2018 | Arde Madrid | Movistar+ (#0) | Director, guionista y creador | 8 episodios |

### Programas de televisión
| Año         | Título                           | Personaje                   | Notas        |
| ----------- | -------------------------------- | --------------------------- | ------------ |
| 2003 - 2005 | Homo zapping                     | Actor e imitador            | 41 programas |
| 2006; 2018  | El intermedio                    | Invitado                    | 2 programas  |
| 2007        | Planeta finito                   | Invitado                    | 1 programa   |
| 2007 - 2020 | El hormiguero                    | Invitado                    | 16 programas |
| 2007 - 2016 | Pasapalabra                      | Invitado                    | 12 programas |
| 2010        | El club del chiste VIP           | Invitado                    | 1 programa   |
| 2011        | El club de la comedia            | Invitado                    | 1 programa   |
| 2011        | Qué más quisiera yo              | Invitado                    | 1 programa   |
| 2013        | Abre los ojos... y mira          | Invitado                    | 2 programas  |
| 2014        | Hable con ellas                  | Invitado                    | 1 programa   |
| 2015        | En la tuya o en la mía           | Invitado                    | 1 programa   |
| 2016 - 2018 | Late motiv                       | Invitado                    | 5 programas  |
| 2018        | Lo siguiente                     | Invitado                    | 1 programa   |
| 2019        | La resistencia                   | Invitado                    | 1 programa   |
| 2019        | Todo es mentira                  | Invitado                    | 1 programa   |
| 2020        | Mi casa es la tuya               | Invitado                    | 1 programa   |
| 2021        | MasterChef Celebrity             | Invitado de Carmina Barrios | 1 programa   |
| 2023        | Drag Race España                 | Juez invitado               | 1 programa   |
| 2023        | Joaquín, el novato               | Invitado                    | 1 programa   |
| 2024        | Mask Singer: Adivina quién canta | Investigador invitado       | 1 programa   |

### Cortometrajes
Como actor
| Año  | Título            | Personaje      | Dirección             |
| ---- | ----------------- | -------------- | --------------------- |
| 2004 | Días rojos        | Canijo         | Gonzalo Bendala       |
| 2006 | Con lengua        | Javier         | Anna R. Costa         |
| 2007 | Espagueti western | Trovador (Voz) | Sami Natsheh          |
| 2011 | Error 0036        | Arellano       | Raúl Fernández Rincón |
| 2020 | Vecinooo          | El vecino      | Paco León             |

Como director
- La vuelta a la tortilla (2013) - Corto Solidario con el cáncer de mama.
- Vaca Paloma (2015)

## Teatro
- Bradmilla, con Mari Paz Sayago (1999)
- Madre, el drama padre (2001)
- ¿Estás ahí? (2009)
- Lisístrata - Festival de Teatro de Mérida (2010)
- The Hole (2011)

## Danza
- “Cosas pequeñas que se mueren” – Mes de Danza de Sevilla (1997)

## Premios y candidaturas

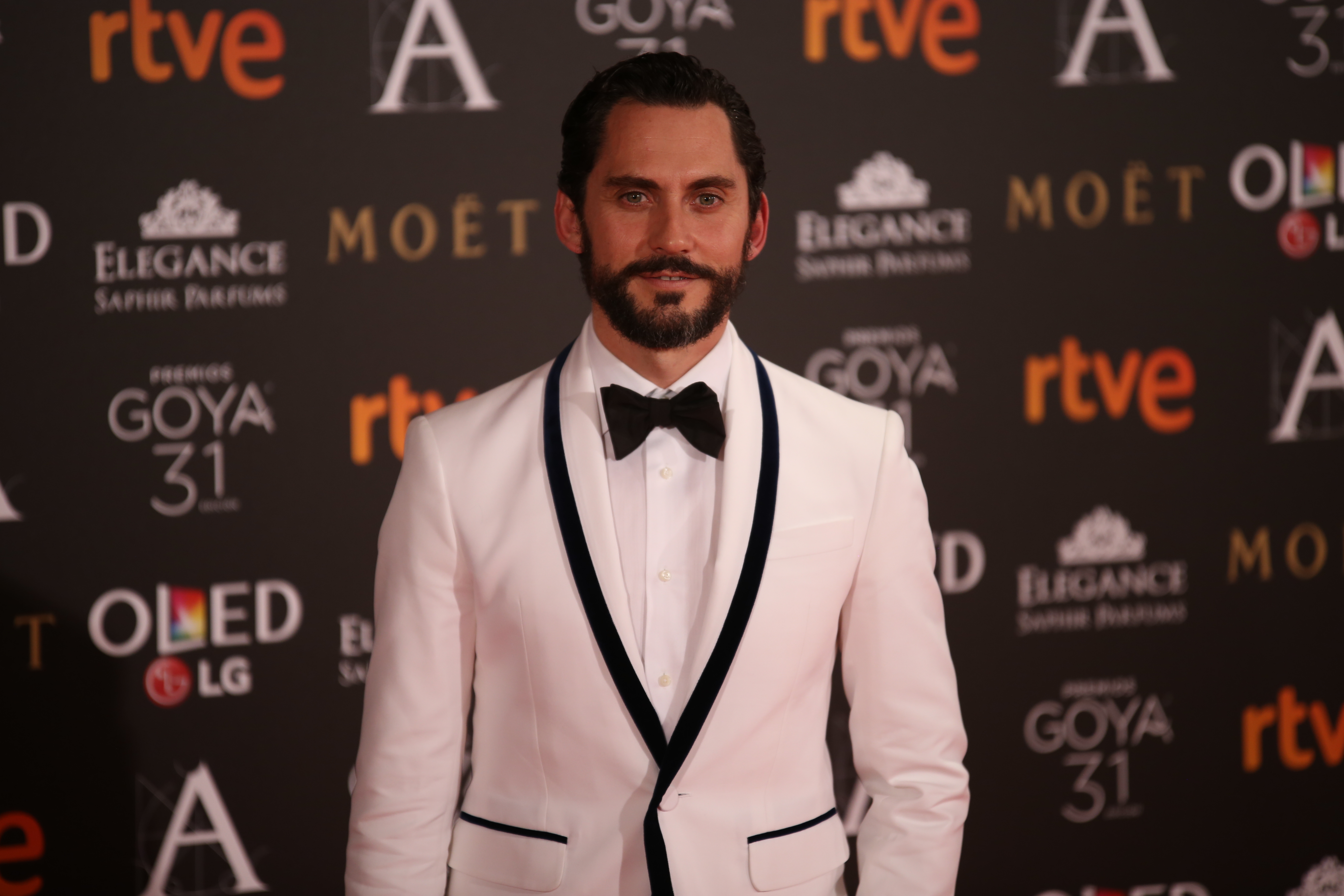
Paco León en los Premios Goya de 2017

Fotogramas de Plata
| Año  | Categoría                 | Trabajo     | Resultado |
| ---- | ------------------------- | ----------- | --------- |
| 2011 | Mejor actor de teatro     | The Hole    | Ganador   |
| 2009 | Mejor actor de televisión | Aída        | Nominado  |
| 2008 | Mejor actor de televisión | Aída        | Nominado  |
| 2008 | Mejor de actor de teatro  | ¿Estás ahí? | Nominado  |
| 2007 | Mejor actor de televisión | Aída        | Ganador   |
| 2006 | Mejor actor de televisión | Aída        | Nominado  |
| 2005 | Mejor actor de televisión | Aída        | Ganador   |

Unión de Actores
| Año  | Categoría                              | Trabajo | Resultado |
| ---- | -------------------------------------- | ------- | --------- |
| 2005 | Mejor actor protagonista de televisión | Aída    | Ganador   |

TP de Oro
| Año  | Categoría   | Serie | Resultado |
| ---- | ----------- | ----- | --------- |
| 2011 | Mejor actor | Aída  | Nominado  |
| 2010 | Mejor actor | Aída  | Ganador   |
| 2009 | Mejor actor | Aída  | Nominado  |
| 2008 | Mejor actor | Aída  | Nominado  |
| 2007 | Mejor actor | Aída  | Nominado  |
| 2006 | Mejor actor | Aída  | Nominado  |
| 2005 | Mejor actor | Aída  | Ganador   |

Premios de la Academia de la Televisión de España
| Año  | Categoría   | Serie | Resultado |
| ---- | ----------- | ----- | --------- |
| 2010 | Mejor actor | Aída  | Nominado  |
| 2008 | Mejor actor | Aída  | Ganador   |
| 2007 | Mejor actor | Aída  | Ganador   |
| 2005 | Mejor actor | Aída  | Ganador   |

Premios Goya
| Año  | Categoría              | Película              | Resultado |
| ---- | ---------------------- | --------------------- | --------- |
| 2016 | Mejor guion adaptado   | Kiki, el amor se hace | Nominado  |
| 2016 | Mejor canción original | Kiki, el amor se hace | Nominado  |
| 2012 | Mejor director novel   | Carmina o revienta    | Nominado  |

Premios Feroz
| Año  | Categoría              | Serie       | Resultado |
| ---- | ---------------------- | ----------- | --------- |
| 2019 | Mejor serie de comedia | Arde Madrid | Ganador   |

Premios Ondas
| Año  | Categoría                                 | Serie | Resultado |
| ---- | ----------------------------------------- | ----- | --------- |
| 2010 | Mejor interpretación masculina de ficción | Aída  | Ganador   |

### Otros premios
El 24 de julio de 2025 se anunció la concesión a Paco León del Premio de Honor en la III edición del South International Series Festival SOUTH, que recibiría el 14 de septiembre de ese año, en el Gran Teatro Falla, de Cádiz . 